# Украдене щастя
«Укра́дене ща́стя» — п'єса українського письменника Івана Франка. Вперше надрукована  у 1894 році в журналі «Зоря» ( № 9, с. 202 – 207; № 10, с. 225 – 227; № 11, с. 250 – 252; № 12, с. 276 – 280). Окремим виданням  п’єса вийшла того ж року  у Львові. За життя письменника було здійснено три окремих видання п'єси (друге - Львів, 1901, третє - Київ, 1909). У текст другого видання І. Франко вніс декілька виправлень змістового та стилістичного характеру. 

## Дійові особи
- Микола Задорожний — чоловік, літ 45, невеликого росту, похилий, рухи повільні.
- Анна — його жінка, молодиця, літ 25.
- Михайло Гурман — жандарм, високий, здоровий мужчина, літ З0.
- Олекса Бабич — селянин, літ 40, сусід Миколи.
- Настя — його жінка, літ 35.
- Війт — селянин, літ 50.
- Шльома — орендар.
- Селяни, селянки, парубки і дівчата, музики і т. і.

## Історія створення
І. Франко написав драму на конкурс, що був оголошений 18 березня 1891 р. Письменник подав п'єсу на конкурс наприкінці вересня.  В січні 1893 р. драма була відзначена другою премією і рекомендована для постановки.  Осип Маковей у статті «Д-р Іван Франко» («Зоря», 1896, 1, с. 19)  стверджує, що спочатку драма мала назву «Жандарм», але цензура не дозволила «виставляти на позорище такої важної в суспільності людини, як жандарм». Драму рекомендували до постановки на сцені після того, як автор замінив жандарма поштарем. В зміненій на вимогу цензури редакції драма не публікувалася.

## Основа п'єси
За свідченням самого І.Франка, в основі п'єси лежить народна «Пісня про шандаря», яка мала декілька варіантів, один з яких письменник опублікував у праці «Жіноча неволя в руських піснях народних» (Львів, 1883, с. 44 – 50). Ще три варіанти пісні, записані різними особами в селах Галичини, І.Франко  надрукував у журналі «Житє і слово» (1895, т. IV, кн. 4, с. 91 – 95) під рубрикою «Із уст народу». Один із них, записаний приятелькою Франка Михайлиною Рошкевич 1878 року від селянки Явдохи Чигур у селі Лолині Долинського повіту, став сюжетною основою драматичного твору письменника. Цей варіант відрізнявся трагічним розв'язанням конфлікту, виразнішою індивідуалізацією героїв, у ньому було яскраво виражене прагнення селян до справедливої свободи .

## Перші постановки
Перша постановка п'єси «Украдене щастя»  відбулася  у Львові на сцені театру товариства  «Руська бесіда» 16 листопада 1893 р. П'єсу поставив Кость Підвисоцький, який і виконав роль Миколи Задорожного. Анну грала Антоніна Осиповичева, а Михайла Гурмана, поштаря — Степан Янович (батько Леся Курбаса).
Про величезний успіх драми свідчить той факт, що на другій виставі глядачі влаштували авторові бурхливу овацію, а молодь піднесла йому на сцені лавровий вінок. Виставі були присвячені численні статті. Зокрема, театральний оглядач Теофіл Мерунович писав, що твір Франка має «дійсні мистецькі прикмети» і що для драми характерні «жива і послідовна акція, гарна мова, правда і міра, що характеризують високий талант». Оглядач робить висновок, що поява в Україні «Украденого щастя» — «це політична подія», що така драма для української сцени є «оригінальним твором, де кожна сцена, кожний вислів дихають правдою… Це вірний вираз оригінальних прикмет українського народу».
До кінця 1893 року п'єсу, окрім Львова, було поставлено ще у дванадцяти містах Галичини, де вистави мали сценічний успіх, за висловом Франка, завжди і скрізь там, де її добре грали.
На початку лютого 1904 року за режисурою Івана Карпенка-Карого драму було вперше поставлено у Києві в приміщенні театру «Бергоньє» в першій редакції Франка. Ролі виконували: Микола — Карпенко-Карий, Анна — Любов Ліницька, Михайло — Микола Садовський.

## П'єса на оперній сцені
- У 1924 році за однойменною драмою Івана Франка чеський композитор Владімір Амброс написав оперу «Украдене щастя». Опера була поставлена Народним театром у Брно (1925) і Оломоуці (1927).
- У 1960 році український композитор Юлій Мейтус також створив оперу на основі цієї п’єси.

## Екранізації
- Украдене щастя (1952)
- Украдене щастя (1984)
- Украдене щастя (2004)